# Spartiniphaga lunaris
Spartiniphaga lunaris är en fjärilsart som beskrevs av Embrik Strand 1921. Spartiniphaga lunaris ingår i släktet Spartiniphaga och familjen nattflyn. Inga underarter finns listade i Catalogue of Life.